# Trapped Within the Words
Trapped Within the Words es un EP de la banda noruega de black metal sinfónico Ancestral Legacy, lanzado el 10 de abril de 2008.

## Lista de canciones
1. "Forsaken" - 7:06
2. Wordless History - 6:28
3. "Atrapada En Pesadillas" - 2:50
4. "Disclosed" - 5:26
5. "Glimmer" - 3:11

## Personal

### Ancestral Legacy
- Elin Anita Omholt - Vocals (female)
- Eddie Risdal - Guitars, Vocals (harsh), Synthetizers
- Christopher Midtsvéen Vigre - Drums
- Tor Arvid Larsen - Guitars

### Músicos invitados
- Isadora Cortina - Vocals (female) (track 3)
- Knut Magne Valle - Effects (additional) (track 2)

### Prodiucción e ingeniería
- Eddie Risdal - Layout, Songwriting
- Knut Magne Valle - Mixing, Mastering
- Cato Pedersen - Photography (band)
- Marcela Bolívar - Cover art